# Кубок России по дзюдо 2023
Кубок России по дзюдо 2023 года прошёл с 15 по 17 декабря в Нижнем Новгороде во дворце спорта «Северная звезда». В соревнованиях приняли участие 374 спортсмена (251 мужчина и 123 женщины) из 45 регионов России.

## Медалисты

### Мужчины
| Категория    | Золото                                | Серебро                                                      | Бронза                                                                          |
| ------------ | ------------------------------------- | ------------------------------------------------------------ | ------------------------------------------------------------------------------- |
| до 60 кг     | Альберт Огузов · Свердловская область | Владимир Ульянов · Свердловская область                      | Абдулла Ахмедов · Свердловская область Шамсутдин Умаев · Тюменская область      |
| до 66 кг     | Михаил Мамаев · Хакасия               | Ислам Циканов · Кемеровская область                          | Илья Ильин · Кемеровская область Майндур Алискантов · Дагестан                  |
| до 73 кг     | Озман Аджамов · Москва                | Буян-Херел Санаа · Тюменская область                         | Дмитрий Карпухин · Свердловская область Имран Парчиев · Ингушетия               |
| до 81 кг     | Гаджидавуд Гасанов · Дагестан         | Григорий Пасевин · Москва                                    | Георгий Елбакиев · Московская область Северная Осетия Магомед Эдильбиев · Чечня |
| до 90 кг     | Роман Резников · Ставропольский край  | Роман Донцов · Тюменская область                             | Сергей Скоробогатов · Красноярский край Даниял Магомедов · Рязанская область    |
| до 100 кг    | Саид Садрудинов · Челябинская область | Николай Коваленко · Ханты-Мансийский автономный округ — Югра | Адам Сангариев · Чечня Идар Бифов · Кабардино-Балкария                          |
| свыше 100 кг | Александр Шалимов · Севастополь       | Гиорги Хурцилава · Москва                                    | Давид Бабаян · Москва Вацилов Давудов · Дагестан                                |

### Женщины
| Категория   | Золото                                                           | Серебро                                                      | Бронза                                                                                        |
| ----------- | ---------------------------------------------------------------- | ------------------------------------------------------------ | --------------------------------------------------------------------------------------------- |
| до 48 кг    | Оксана Агазадзе · Москва                                         | Алина Сергеева · Тюменская область                           | Марина Воробьёва · Рязанская область Московская область Лилиана Салимьянова · Санкт-Петербург |
| до 52 кг    | Лилия Нугаева · Саратовская область                              | Анастасия Кутерина · Красноярский край Новосибирская область | Валерия Носова · Санкт-Петербург Аэлина Мазитова · Татарстан                                  |
| до 57 кг    | Ольга Мухина · Свердловская область                              | Мария Грызлова · Тульская область                            | Наталья Ёлкина · Красноярский край Вита Майданик · Самарская область                          |
| до 63 кг    | Александра Балабанова · Ханты-Мансийский автономный округ — Югра | Валентина Остапец · Москва                                   | Залина Зураева · ТатарстанДарья Антонова · Волгоградская область                              |
| до 70 кг    | Дарья Васильева · Иркутская область                              | Дина Гизатулина · Челябинская область                        | Эльвира Донцова · Московская область Пермский край Владлена Гусева · Москва                   |
| до 78 кг    | Дарья Речкалова · Свердловская область                           | Виктория Лихачёва · Челябинская область                      | Екатерина Мишунина · Москва Софья Святская · Москва                                           |
| свыше 78 кг | Мария Иванова · Самарская область                                | Альфия Дашкина · Самарская область                           | Мадина Кайсинова · Санкт-Петербург Северная Осетия Альбина Чоломбитько · Свердловская область |